# Penstemon pudicus
Penstemon pudicus är en grobladsväxtart som beskrevs av James Lauritz Reveal och Beatley. Penstemon pudicus ingår i släktet penstemoner, och familjen grobladsväxter. Inga underarter finns listade i Catalogue of Life.